# Список дипломатических миссий Сан-Марино
Список дипломатических миссий Сан-Марино — республика Сан-Марино к 2008 году имела дипломатические отношения со 108 государствами. В 16 из них находятся официальные представительства Сан-Марино.

## Европа
- Австрия, Вена (посольство)
- Бельгия, Брюссель (посольство)
- Босния и Герцеговина, Сараево (посольство)
- Франция, Париж (посольство)
- Ватикан (посольство)
- Италия, Рим (посольство)
- Румыния, Бухарест (посольство)
- Сербия, Белград (посольство)
- Испания, Мадрид (посольство)

## Америка
- Аргентина, Буэнос-Айрес (посольство)
- Багамские острова, Нассау (посольство)
- США, Вашингтон (посольство)
- Колумбия, Богота (посольство)

## Азия
- Япония, Токио (посольство)

## Африка
- Египет, Каир (посольство)

## Международные организации
- Брюссель (миссия при ЕС)
- Женева (делегация при организации Международный Красный Крест и учреждениях ООН)
- Нью-Йорк (миссия при ООН)
- Париж (миссия при ЮНЕСКО)
- Страсбург (миссия при Совете Европы)